# Enconista duponcheli
Enconista duponcheli là một loài bướm đêm trong họ Geometridae.